# Фримен, Беттина
Беттина Фримен (англ. Bettina Freeman; 1889, Бостон, Массачусетс—?) — американская оперная певица (меццо-сопрано), выступавшая в оперной труппе San Carlo Opera Company с 1913 по 1920 годы.

## Биография
Родилась в Бостоне в 1889 году. Её мать была француженкой, а отец американско-немецкого происхождения. Получив образование в государственных школах в возрасте 13 лет начала брать уроки игры на фортепиано. Её учителем была Мадам де Берг Лофгрен, которая также обучала её пению в возрасте 16 лет. Когда была основана труппа Boston Opera, Лонгфрен зачислила свою молодую ученицу в оперную школу, и после некоторых тренировок с Минетти и Конти, Фримен дебютировала в опере в роли Зибель в оперетте «Фауст». Также в течение всего первого сезона Беттина выступала в Бостонской оперной труппе. Позже Фримен перебралась в Нью-Йорк, где присоединилась к оперной труппе Quinlan Opera Company, а также дала гастроли по Англии и Шотландии, исполняя ведущие партии Мадам Баттерфляй, Микаэлы, Гретель и Элизабет в опере «Тангейзер». Голос певицы колеблился в рамках меццо-сопрано с нехарактерным для него диапазоном. В 1907 году желая обучаться за границей, Фримен отправилась в Париж, но вскоре заболела и вернулась обратно в Бостон, чтобы возобновить обучение у мадам Лофгрен. Таким образом она сделала свой оперный дебют не имея опыт выступлений в странах Европы.

## Роли в операх
- Тоска (1920)[2]
- Тангейзер (1920)[3]